# Theo Koomen

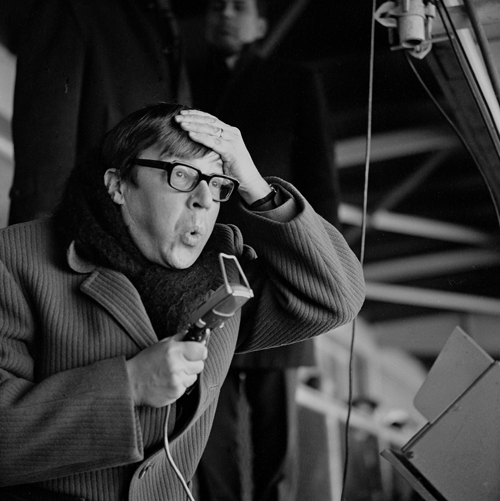
Theo Koomen

Theodorus Wilhelmus Koomen (* 20. Mai 1929 in Wervershoof; † 5. April 1984 in Schermerhorn, Provinz Nordholland) war ein Rundfunk-Berichterstatter aus den Niederlanden.

## Lebenslauf
Koomen wuchs in einer römisch-katholischen Großfamilie auf und sollte Priester werden. Er besuchte von 1942 bis 1947 ein Priesterseminar, brach aber aus unterschiedlichen Gründen das Studium ab. Kurz darauf musste Koomen wegen einer Lungenkrankheit einige Zeit in einer Heilanstalt in  Beek-Ubbergen verbleiben. Dann entschloss er sich, Journalist zu werden. Zunächst arbeitete er für Regionalzeitungen: das Noordhollands Dagblad aus seiner Geburtsgegend und für eine Zeitung aus Dordrecht. Dann wurde er Sportredakteur bei der renommierten Volkskrant. Vor allem der Radsport, der Eisschnelllauf und der Fußball waren seine beliebtesten Themen. Am 13. September 1956 heiratete Theo Koomen; die Ehe blieb kinderlos. Koomens Vorliebe änderte sich nicht, als er 1966 für den KRO, später bei der TROS und der NOS Berichte von Sportereignissen im niederländischen Rundfunk, und später  vereinzelt auch im Fernsehen, zu machen begann. Am 4. April 1984 hatte er auf dem Rückweg von einer Reportage einen Autounfall. Einen Tag später erlag er den dabei erlittenen Verletzungen. Ein Denkmal für Theo Koomen wurde in seinem Geburtsort Wervershoof errichtet.

## Werk
Theo Koomen war in seinen Rundfunkberichterstattungen, die meistens live gesendet wurden, äußerst begeistert, lebhaft und farbig. In dieser Hinsicht war er ein Nachfolger seines Kollegen Han Hollander, der auch die Wirklichkeit fantasie- und humorvoll ergänzte, so dass für die Zuhörer die Berichte viel attraktiver und spannender wurden, als wenn nur das wirkliche Geschehen beschrieben würde. Koomen scheute auch die Kritik nicht: im Jahr 1974 schrieb er ein umstrittenes Buch 25 jaar doping, über Dopingprobleme im Radsport. Ein Jahr später schrieb er ein kritisches Buch über seine Jugend God bewaar me, in dem er auch das Thema Homosexualität unter katholischen Geistlichen anrührte. Koomen war von 1966 bis 1983 fast immer einer der Radio-Berichterstatter der Tour de France. Dort konnte er manchmal auch seine Vorliebe für Gastronomie befriedigen. Theo Koomen war auch eine warme, offenherzige Persönlichkeit, und beim niederländischen Volk einer der beliebtesten Journalisten seiner Zeit. Theo Koomens Live-Berichterstattung des Fußballspiels um den Europapokal am 6. Mai 1970, zwischen Feyenoord Rotterdam und Celtic Glasgow (2:1 nach Verlängerung), wurde auf einer Schallplatte aufgezeichnet.
Am Wochenende nach seinem Tode wurde vor allen Fußballspielern der niederländischen Ehrendivision eine Schweigeminute begangen, was damals noch ein Ausnahmefall war.